# هاري بروكس
هاري بروكس (بالإنجليزية: Harry Brooks)‏ هو سياسي أمريكي، ولد في 4 أكتوبر 1946. حزبياً، نشط في الحزب الجمهوري. وقد انتخب عضو مجلس نواب تينيسي.